# Intoshia paraphanostomae
Intoshia paraphanostomae är en djurart som först beskrevs av Westblad 1942. Intoshia paraphanostomae ingår i släktet Intoshia, och familjen Rhopaluridae. Inga underarter finns listade i Catalogue of Life.